# Tutti all'attacco
Tutti all'attacco è un film del 2005 diretto da Lorenzo Vignolo.

## Trama
Il Collenovo è una piccola squadra professionistica che nell'ultima giornata del suo campionato riesce a salire di categoria grazie ad un provvidenziale rigore al 90°: l'emozione però stronca le coronarie dell'anziano presidente Galasso che muore sul colpo, lasciando la società e i suoi debiti in mano all'inesperta figlia Pamela, appena tornata da un master in economia conseguito negli Stati Uniti d'America.
La nuova dirigente decide di comune accordo col direttore sportivo Neri di ridimensionare le spese, vendendo i giocatori più forti e comprando brocchi a costo zero: ciò suscita le ire dell'allenatore neopromosso, che per protesta si dimette. A questo punto urge ingaggiare un nuovo mister e la scelta ricade su Max Bernabei, un coach stravagante che in quel periodo per sbarcare il lunario faceva del volontariato nella polisportiva Aurora.
Bernabei, grande ammiratore di Carlo Mazzone, è un iper-difensivista: il suo modulo tattico è infatti il 7-2-1, cosa che gli procura delle lunghe discussioni col cognato Miro, suo vice. Nella sua carriera Bernabei è sempre stato esonerato, infatti presto si scopre che egli è stato preso per far retrocedere il Collenovo: il losco imprenditore Balzani, d'accordo con Neri, punta alla fallimento della squadra per comprarsi a poco prezzo lo stadio comunale e sostituirlo con un parco acquatico.
Nel frattempo Bernabei si gode una raggiunta agiatezza economica, l'elogio dei giornalisti locali (corrotti anch'essi dall'imprenditore) e il ritorno dell'ex moglie Filly, una pessima showgirl napoletana che dopo aver fallito nel mondo dello spettacolo si riconcilia allo sposo adesso che è diventato ricco. Il campionato però non dà scampo: le sconfitte si susseguono senza sosta e i tifosi, già molto perplessi dalle scelte tecniche, cominciano a contestare.
Gli ultras ne chiedono a gran voce l'esonero ma la presidentessa, influenzata dall'infido Neri, decide di confermarlo togliendogli però la villa che gli aveva concesso: a questo punto, Filly lo abbandona per la seconda volta. Sconsolato e depresso, Bernabei vaga ubriaco per la città ma una notte, dopo aver avuto la "visione mistica" di Mazzone, incontra Snaiman, un procuratore strampalato finito nei guai a causa di alcune scommesse clandestine perse.
Snaiman consiglia al tecnico di passare a uno schema di gioco più offensivo e di incorporare in squadra i fratelli Wong, cinque ragazzi cinesi appassionati di Shaolin Soccer. I suggerimenti vengono ascoltati e i risultati sono ottimi: alla ripresa del campionato, dopo un ottimo pareggio in rimonta 3-3 col Puntapenna, il Collenovo grazie alle splendide prestazioni degli orientali inanella una serie di eclatanti vittorie consecutive, tanto che Bernabei ritorna a parlare di serie A.
Si arriva così ai play-off, ma Balzani e Neri cercano in tutti i modi di sabotare i nuovi acquisti: prima tentano di farli squalificare per doping e poi, la notte prima dello spareggio promozione contro la Monzese, li fanno rapire e imprigionare in un posto segreto. Un santone riesce però a liberarli tramite la tecnica del Cui Dong ed in tal modo i fratelli Wong riescono a prender parte al secondo tempo del match, dopo che nel primo erano stati sostituiti dai loro scarsissimi cugini. La vittoria è così assicurata con uno sfavillante 5-2 e il Collenovo sale di categoria. Nel finale Bernabei trova un ingaggio in Russia e cambia idolo passando all'offensivismo di Zdeněk Zeman, Neri viene esonerato e Pamela vende i Wong al Chelsea e la squadra proprio a Balzani.

## Distribuzione
Il film è uscito nelle sale a partire dal 22 aprile 2005 ed è stato tra i film in concorso ai David di Donatello.

## Curiosità
- Prodotto da Galliano Juso, il film doveva avere come protagonista Max Giusti e coinvolgere parte del cast tecnico e artistico della trasmissione televisiva Stracult, compreso il giornalista e autore Marco Giusti e il regista David Emmer[4]. Il progetto virò in corso d'opera e gran parte del cast, compreso il regista Vignolo, furono coinvolti pochissimi giorni prima dell'inizio delle riprese.
- Il film ha molti punti in comune con l'altra pellicola calcistica L'allenatore nel pallone: Bernabei (Ceccherini), come Oronzo Canà (Lino Banfi), allena una squadra dove delle persone la vogliono retrocessa; Bernabei ha inoltre come modello d'ispirazione Carlo Mazzone, mentre Canà ha come idolo Nils Liedholm. Un'altra cosa che i due hanno in comune è il fatto di usare schemi di gioco molto strambi.
- È interamente ambientato a Prato.